# Pietra serena

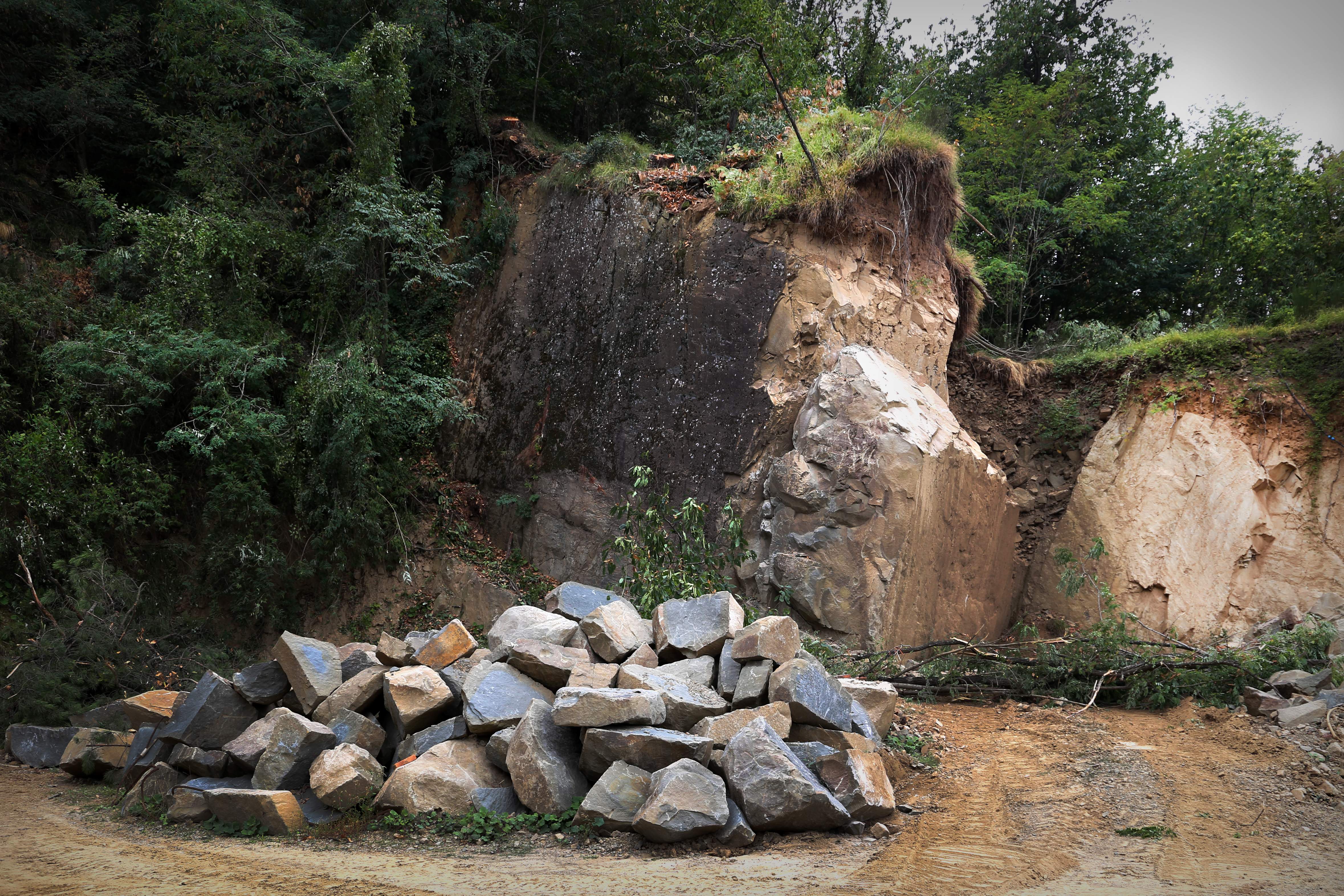
Pedregulhos de Pietra serena extraídos em cava Nardini, Vellano, Toscana, Itália

Pietra serena ou pedra de macigno é um arenito cinza-azulado amplamente utilizado na Florença renascentista para detalhes arquitetónicos.É também conhecida como pedra Macigno. O material obtido em Fiesole é considerado o melhor e também é extraído em Arezzo, Cortona e Volterra, apesar de não estar a ser explorado ativamente e ter sido colocado sob estado de conservação devido ao esgotamento dos recursos. A pietra serena apresenta uma granulometria variável, que varia de médio fino a grosso, dependendo das pedreiras. A textura da pedra é agradavelmente homogênea, com pontos brilhantes devido à presença de cristais de mica. Por vezes apresenta laminações e gradações (ou seja, variações na granulometria no mesmo bloco).
É um arenito cinza usado principalmente em arquitetura e também em escultura. É típico da arquitetura histórica toscana, e em particular de Florença, onde é normalmente usado para cortar blocos de alvenaria, mas também para elementos isolados ou decorativos, como colunas, cornijas e nervuras. A pedreira mais conhecida na área florentina é a pedreira de Trassinaia.

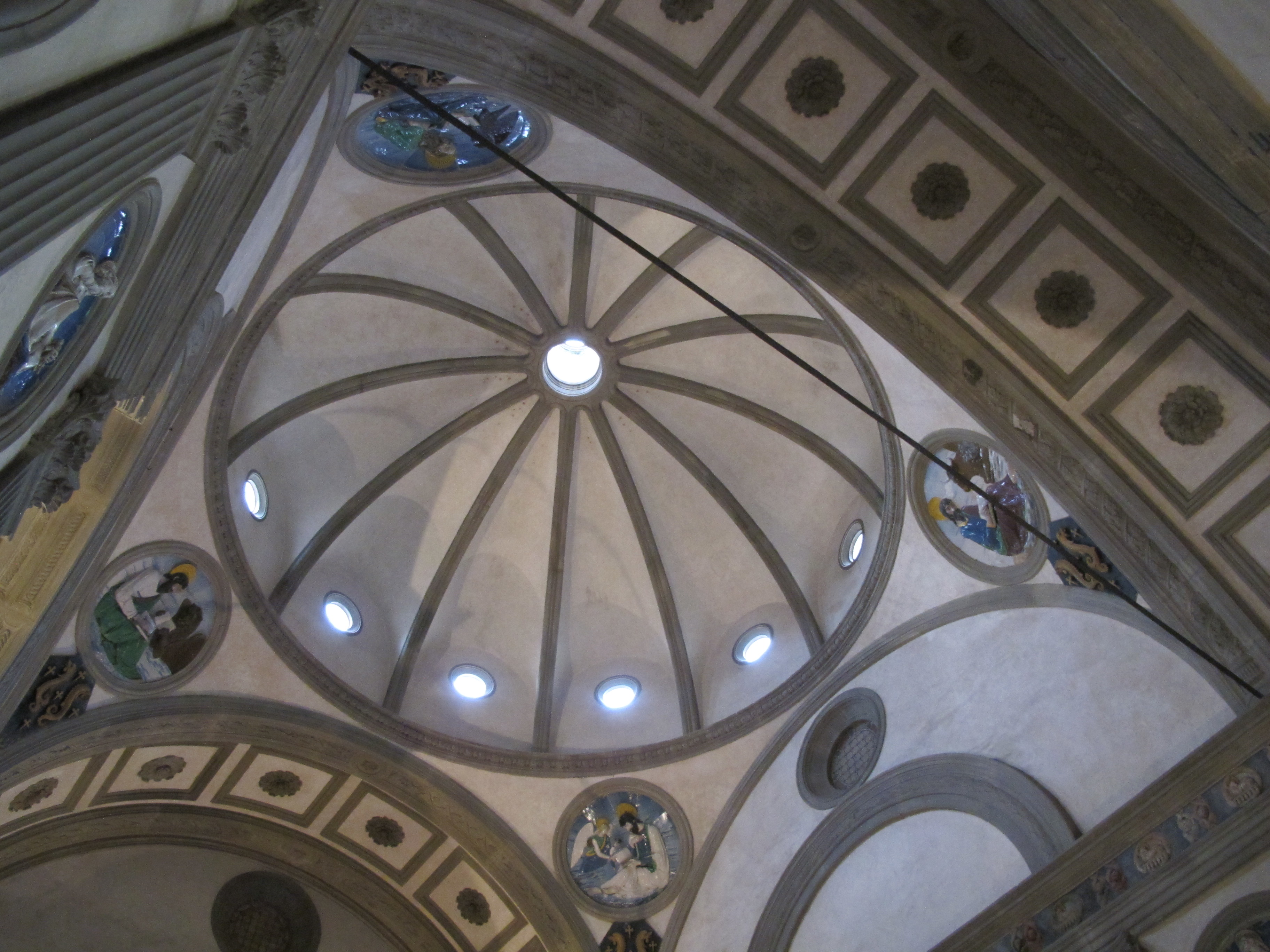
Capela Pazzi em Florença, Itália

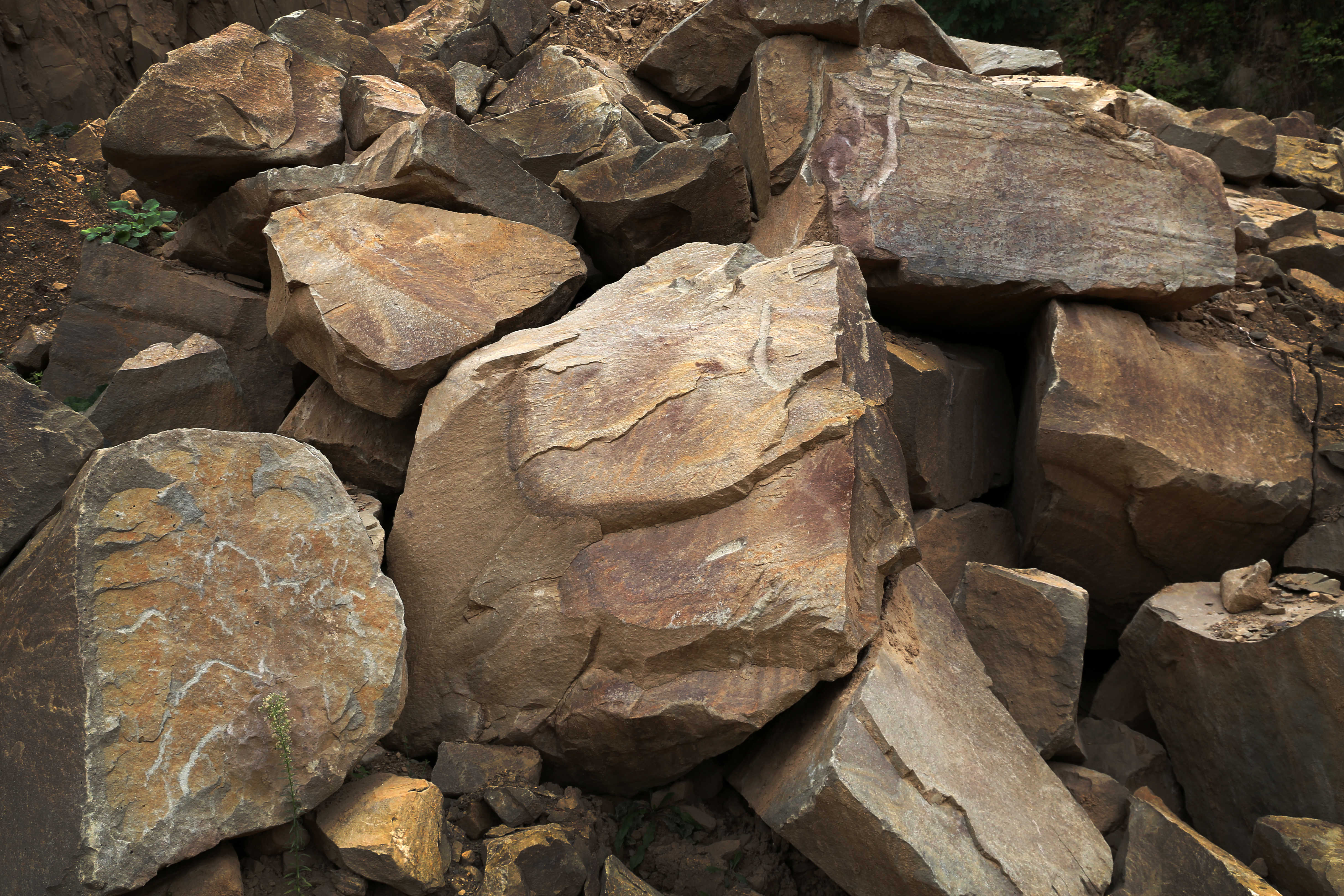
Pedra de pietra serena extraída numa pedreira em Vellano